# Вичи-Айстес
Вичи-Айстес (лит. Viči-Aistės) — ныне несуществующий литовский женский баскетбольный клуб из Каунаса. Наиболее титулованный клуб страны: 4-кратный бронзовый призёр чемпионата СССР, многократный чемпион Литвы, 14-кратный победитель Балтийской лиги, бронзовый призёр Евролиги. До 2010 года играл в Вильнюсе под названиями «Кибиркштис», «Летувос телекомас» и «ТЕО». Упразднён в 2012 году.

## История

### Советский период
Команда «Кибиркштис» была создана в 1961 году на базе Вильнюсского завода электросварочного оборудования. С 1961 года до 1973 года команда участвовала в чемпионате Литовской ССР. Пять раз подряд (1968—1972) становилась чемпионом, трижды (1962, 1966, 1973) — «бронзовым» призёром. В 1963—1964 годах, а затем с 1967 года (по другим данным с 1968 года) до 1989 года — клуб постоянный участник высшей лиги чемпионата СССР. В первом же дебютном сезоне в элите команда произвела фурор, заняв 4-е место из 12 команд, а уже в следующем году ещё более весомый успех — «бронзовые» медали чемпионата СССР. В дальнейшем команда занимает опять 3-е место два года подряд (1971 и 1972), а затем три года подряд (1977—1979) останавливается в шаге от медалей, занимая 4-е место. В 1980-х годах «Кибиркштис» —стабильный середняк чемпионата СССР, при этом в 1984 году — снова «бронзовый» успех. За этот период в команде, в разные годы, играли 2 олимпийских чемпиона, 4 чемпионки мира и 5 чемпионок Европы.

### Постсоветский период
После распада СССР команда становится грандом прибалтийского женского баскетбола, о чём свидетельствует 14 побед в 18 розыгрышах Балтийской лиги, 15 побед в чемпионате Литвы. Постоянный участник Евролиги ФИБА (12 раз), где несомненным успехом было завоёванная «бронза» в сезоне 2004/05, когда в матче за 3-е место был обыгран венгерский «Мизо-Печ» 68:60. В следующем розыгрыше снова попадание в «Финал четырёх» Евролиги, но уже 4-е место, проиграв в последнем матче французскому УСВО.
В 1997 году сборная Литвы стала чемпионом Европы, в составе этой команды играло 10 баскетболисток, которые в различное время выступали за вильнюсскую команду.
Название команды и финансовое благосостояние менялось в зависимости от спонсоров. На протяжении длительного времени спонсором клуба была крупнейшая телекоммуникационных компания Литвы «Литовус Телекомас», которая в 2006 году переименовалась в ТЕО. Затем компания решила не поддерживать команду и в 2010 году спонсором команды стал бренд крабовых палочек рыбной кулинарии морепродуктов ВИЧИ, при этом баскетболистки переехали из Вильнюса в Каунас.
Перед сезоном 2012/13 клуб объявил о своём расформировании.

## Выступления
В первый сезон своего существования 1961/1962 «Кибиркштис» занял первое место в вильнюсской зоне чемпионата Литовской ССР, а в финальном общереспубликанском этапе занял итоговое третье место, обеспечив выход в Класс Б — второй по силе дивизион чемпионата СССР. После изменения формата чемпионата Литовской ССР в 1966 году, турнир стали проводить в пределах одного месяца, тем самым дав возможность выступать и «Кибиркштису», заканчивавшему сезон в высших лигах чемпионата СССР. В сезоне 1968/1969 клуб показал свой лучший результат, впервые заняв третье место в чемпионате СССР, и первое место в чемпионате Литовской ССР. С 1974 года клуб не выступал в чемпионатах Литовской ССР. В 1989 году клуб сменил название на «Ришининкас» и не закончил сезон 1989/1990 из-за объявления Литвой восстановления независимости и выхода из состава СССР.

### Советский период
|  | Высший дивизион чемпионата СССР         |
|  | Второй по силе дивизион чемпионата СССР |

| Сезон     | Дивизион чемпионата СССР                        | Место         | Чемпионат Литовской ССР           | Чемпионат Литовской ССР           | Примечание |
| Сезон     | Дивизион чемпионата СССР                        | Место         | Сезон                             | Место                             | Примечание |
| --------- | ----------------------------------------------- | ------------- | --------------------------------- | --------------------------------- | --- |
| 1961/1962 | не участвовал                                   | не участвовал | 1961/1962                         | 3                                 | [ 2 ] |
| 1962/1963 | Б класс                                         | 1             | Год проведения Спартакиады ЛитССР | Год проведения Спартакиады ЛитССР | [ 2 ] |
| 1963/1964 | А класс                                         | 14            | 1963/1964                         | не участвовал                     | [ 2 ] |
| 1964/1965 | А класс, II лига (II группа) — предположительно | ?             | 1964/1965                         | не участвовал                     | [ 3 ] |
| 1965/1966 | А класс, II лига (II группа)                    | 3             | 1966                              | 3                                 | [ 3 ] |
| 1966/1967 | А класс, II лига (II группа)                    | 1             | Год проведения Спартакиады ЛитССР | Год проведения Спартакиады ЛитССР | [ 3 ] |
| 1967/1968 | А класс, I лига                                 | 4             | 1968                              | 1                                 | [ 3 ] |
| 1968/1969 | А класс, I лига                                 | 3             | 1969                              | 1                                 | [ 4 ] |
| 1969/1970 | I лига                                          | 5             | 1970                              | 1                                 | [ 4 ] |
| 1970/1971 | I лига                                          | 3             | 1971                              | 1                                 | [ 4 ] |
| 1971/1972 | Высшая лига                                     | 3             | 1972                              | 1                                 | [ 4 ] |
| 1972/1973 | Высшая лига                                     | 7             | 1973                              | 3                                 | [ 5 ] |
| 1973/1974 | Высшая лига                                     | 7             | Год проведения Спартакиады ЛитССР | Год проведения Спартакиады ЛитССР | [ 5 ] |
| 1974/1975 | Высшая лига                                     | 6             | 1975                              | не участвовал                     | [ 5 ] |
| 1975/1976 | Высшая лига                                     | 5             | 1976                              | не участвовал                     | [ 5 ] |
| 1976/1977 | Высшая лига                                     | 4             | 1977                              | не участвовал                     | [ 6 ] |
| 1977/1978 | Высшая лига                                     | 4             | Год проведения Спартакиады ЛитССР | Год проведения Спартакиады ЛитССР | [ 6 ] |
| 1978/1979 | Высшая лига                                     | 4             | 1979                              | не участвовал                     | [ 6 ] |
| 1979/1980 | Высшая лига                                     | 6             | 1980                              | не участвовал                     | [ 6 ] |
| 1980/1981 | Высшая лига                                     | 9             | 1981                              | не участвовал                     | [ 7 ] |
| 1981/1982 | Высшая лига                                     | 8             | 1982                              | не участвовал                     | [ 7 ] |
| 1982/1983 | Высшая лига                                     | 7             | Год проведения Спартакиады ЛитССР | Год проведения Спартакиады ЛитССР | [ 7 ] |
| 1983/1984 | Высшая лига                                     | 3             | 1984                              | не участвовал                     | [ 7 ] |
| 1984/1985 | Высшая лига                                     | 9             | 1985                              | не участвовал                     | [ 8 ] |
| 1985/1986 | Высшая лига                                     | 7             | 1985/1986                         | не участвовал                     | [ 8 ] |
| 1986/1987 | Высшая лига                                     | 5 VLN         | 1987                              | не участвовал                     | [ 8 ] |
| 1987/1988 | Высшая лига                                     | 5 KAUNAS      | 1987/1988                         | не участвовал                     | [ 8 ] |
| 1988/1989 | Высшая лига                                     | 8 VLN         | 1988/1989                         | 1                                 | Клуб выступал под названием «Швеса» |
| 1989/1990 | Высшая лига                                     | 12            | 1989/1990                         | 1                                 | Клуб выступал под названием «Ришининкас» в Высшей лиге и снялся походу турнира из-за объявления Литвой восстановления независимости. В чемпионате Литвы клуб выступал под названием «Швеса» |
| 1990/1991 | не участвовал                                   | не участвовал | 1990/1991                         | 1                                 | Клуб выступал под названием «Швеса-Ришининкас» |

### Переходный период
После выхода Литвы из состава СССР все литовские клубы прекратили участие в союзных первенствах. В 1991 году был организован Чемпионат балтийской лиги для клубов из Литвы, Латвии и Эстонии. Сезон 1990 был создан Чемпионат Литвы.
| Сезон     | Название          | Чемпионат балтийской лиги | Чемпионат Литвы | Еврокубок                          | Еврокубок       | Примечание |
| Сезон     | Название          | Чемпионат балтийской лиги | Чемпионат Литвы | Турнир                             | Место           | Примечание |
| --------- | ----------------- | ------------------------- | --------------- | ---------------------------------- | --------------- | ---------- |
| 1990/1991 | Швеса-Ришининкас  |                           | 1 Высшая лига   |                                    |                 | [ 9 ]      |
| 1991/1992 | Швеса-Ришининкас  | 2                         | 1 Высшая лига   |                                    |                 | [ 9 ]      |
| 1992/1993 | Летувос телекомас | 2                         | 1 (высшая лига) | Европейский кубок Лилианы Ронкетти | 9-12 1/8 группа | [ 10 ]     |
| 1993/1994 | Летувос телекомас |                           | 3 высша лига    | Европейский кубок Лилианы Ронкетти | 33-61 1/32      | [ 10 ]     |

### Современный период
В 1994 году были основаны Литовская женская баскетбольная лига — высший дивизион чемпионата Литвы и Балтийская женская баскетбольная лига — региональный турнир для лучших клубов из стран Балтийского региона. Сезон 1994/1995 стал первым для обоих турниров.
| Сезон     | Название          | Балтийская лига | Женская лига | Еврокубок      | Еврокубок      | Еврокубок | Примечание |
| Сезон     | Название          | Балтийская лига | Женская лига | Турнир         | Стадия         | Место     | Примечание |
| --------- | ----------------- | --------------- | ------------ | -------------- | -------------- | --------- | ---------- |
| 1994/1995 | Телерина          | 1               | 1            |                |                |           | [ 10 ]     |
| 1995/1996 | Летувос телекомас | 2               | 1            |                |                |           | [ 10 ]     |
| 1996/1997 | Летувос телекомас | 2               | 2            |                |                |           | [ 11 ]     |
| 1997/1998 | Летувос телекомас | 5               | 2            |                |                |           | [ 11 ]     |
| 1998/1999 | Летувос телекомас | 3               | 2            | Кубок Ронкетти | 1/64 финала    | 48-69     | [ 11 ]     |
| 1999/2000 | Летувос телекомас | 1               | 1            | Кубок Ронкетти | 1/4 финала     | 5-8       | [ 11 ]     |
| 2000/2001 | Летувос телекомас | 1               | 1            | Евролига       | 1/8 финала     | 9-16      | [ 12 ]     |
| 2001/2002 | Летувос телекомас | 1               | 1            | Евролига       | Групповой этап | 15-16     | [ 12 ]     |
| 2002/2003 | Летувос телекомас | 1               | 1            | Евролига       | Групповой этап | 11-12     | [ 12 ]     |
| 2003/2004 | Летувос телекомас | 1               | 1            | Евролига       | Групповой этап | 13-14     | [ 12 ]     |
| 2004/2005 | Летувос телекомас | 1               | 1            | Евролига       | Финал четырёх  | 3         | [ 12 ]     |
| 200/200   |                   |                 |              |                |                |           | [ 12 ]     |

## Достижения
- Бронзовый призёр чемпионата СССР: 1969, 1971, 1972, 1984.
- Бронзовый призёр Евролиги ФИБА: 2005
- Чемпион Литовской ССР: 1968, 1969, 1970, 1971, 1972
- Чемпион Литвы: (до создания Литовской женской баскетбольной лиги — 1990, 1991, 1992, 1993), 1995, 1996, 2000, 2001, 2002, 2003, 2004, 2005, 2006, 2007, 2008, 2009, 2010, 2011, 2012
- Победитель Балтийской лиги: 1995, 2000, 2001, 2002, 2003, 2004, 2005, 2006, 2007, 2008, 2009, 2010, 2011, 2012

## Известные игроки

### Советский период
- Зита Барейките — чемпионка Европы (1968)
- Лариса Винчайте — чемпионка мира (1971)
- Ангеле Рупшене — олимпийский чемпион (1976, 1980), чемпионка мира (1971, 1975), чемпионка Европы (1972, 1976, 1978)
- Вида Беселене — олимпийский чемпион (1980), чемпионка мира (1983), чемпионка Европы (1976, 1978, 1980)
- Рамуне Шидлаускайте — чемпионка мира (1983), чемпионка Европы (1983, 1985)
- Виталия Туомайте — серебряный призёр олимпийских игр (1988), чемпионка Европы (1985, 1987)

### Постсоветский период
| - Эгле Шульчюте - Сандра Линкявичене - Елена Левченко - Аушра Бимбайте - Гинтаре Пятроните - Рима Валентене - Иева Кублиня | - Кэтрин Дуглас - Никеша Сейлз - Кристал Лэнгхорн - Линдсей Хардинг - Кванитра Холлингсворт - Милица Дабович - Елена Гогия |

### Чемпионы Европы 1997
- Реда Алелюнайте-Янковска
- Рима Пятроните-Браженене
- Ирена Баранаускайте-Визбарене
- Йоланта Вилутите
- Лина Дамбраускайте
- Анета Каушайте
- Юргита Каушайте
- Раса Крейвите
- Юргита Штреймиките-Вирбицкене
- Йовита Ютелите

## Тренеры
В советствий период команду последовательно возглавляли три тренера:
- 1961—1981 — А. Гядиминас;
- 1981—1987 — В. Канапкис;
- 1988—1989 — H. Lilis (Lill);